# Голосеевская площадь

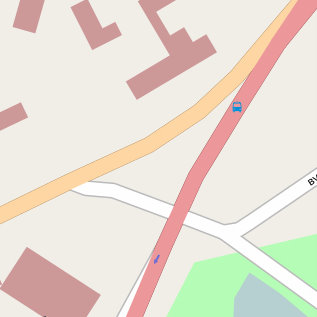
Голосеевская площадь на карте города

Голосе́евская пло́щадь (укр. Голосіївська площа) — площадь в Голосеевском районе столицы Украины города Киева.
Расположена между Голосеевским проспектом, улицами Голосеевской, Максима Рыльского и Васильковской. Возникла в XIX столетии как площадь без названия. Официальное название получила в 1961 году.
В декабре 2010 года на площади открылась станция метро «Голосеевская».

## Транспорт
- Троллейбус 12, 43.
- Автобусы 1, 28, 39.
- Маршрутное такси 156, 172, 206, 208, 209, 218, 229, 252, 253, 303, 305, 416, 419, 444, 491, 491-К, 507, 515, 546, 548, 573, 579, 584, 590-Д, 723, 724, 726, 729, 735, 736, 738, 739, 791, 801, 825.
- Трамвайная линия существовала до 1980 года.
- Станция метро «Голосеевская».